# Préfontaine (metrostation)
Préfontaine is een metrostation in het arrondissement Mercier–Hochelaga-Maisonneuve van de Canadese stad Montréal in de provincie Québec. Het station werd geopend op 6 juni 1976 en wordt bediend door de groene lijn van de metro van Montréal. In 2019 gebruikten 2.058.784 vertrekkende reizigers het station.
Het station dankt zijn naam aan de rue Préfontaine en het gelijknamige park, die op hun beurt verwijzen naar Raymond Préfontaine (1850-1905), belangrijk politicus van Hochelaga en burgemeester van Montréal van 1898 tot 1902.
Het station is ontworpen door architect Henri Brillon. Het is een tunnelstation, met een ruime centrale bouwput, die dag- en zonlicht tot op de sporen en perrons brengt. Ook de hal van het station is lichtovergoten. De binnen- en buitenwanden van het station bevatten zowel betonnen als kleurrijke ornamenten, waarin ook het logo van het vervoersbedrijf Société de transport de Montréal (STM) is verwerkt. Er zijn ook zitbanken in de betonnen wanden van de perrons verwerkt, maar die zijn nauwelijks geschikt om te zitten.